# Chlorid thiofosforylu
Chlorid thiofosforylu je anorganická sloučenina se vzorcem PSCl3. Jedná se o bezbarvou, na vzduchu dýmající kapalinu. Používá se na thiofosforylace organických sloučenin, například při výrobě insekticidů.

## Příprava a výroba
Chlorid thiofosforylu lze z chloridu fosforitého získat několika způsoby. V průmyslu se používá oxidace nadbytkem síry při teplotě 180 °C.
PCl3 + S → PSCl3
S pomocí katalyzátorů lze reakci provést i za nižších teplot. Přečišťování se provádí destilací.
Další možností je reakce sulfidu a chloridu fosforečného.
3 PCl5 + P2S5 → 5 PSCl3

## Struktura
Chlorid thiofosforylu je tetraedrický a má molekulovou symetrii C3v. Délka vazby P=S je 189 pm a u vazby P–Cl činí 201 pm; úhel vazby Cl-P-Cl má velikost 102°.

## Reakce
PSCl3 se rozpouští v benzenu, tetrachlormethanu, chloroformu, a sulfidu uhličitém. V zásaditých roztocích a sloučeninách obsahující hydroxylové skupiny, jako jsou alkoholy, se hydrolyzuje za vzniku thiofosforečnanů. S vodou tato látka reaguje, přičemž produkty se liší podle reakčních podmínek; může jít o kyselinu fosforečnou, sulfan a kyselinu chlorovodíkovou, nebo kyselinu dichlorthiofosforečnou a chlorovodíkovou.
PSCl3 + 4 H2O → H3PO4 + H2S + 3 HCl PSCl3 + H2O → HO-P(=S)Cl2 + HCl
PSCl3 se používá k navazování thiofosforylových skupin, P=S, na organické sloučeniny. Tyto přeměny lze provést u aminů a alkoholů, a to i aminoalkoholů, diolů, a diaminů. V průmyslu se chlorid tthiofosforylu používá na výrobu insekticidů, jako je například parathion.
PSCl3 + 2 CH3CH2OH → (CH3CH2-O-)2P(=S)-Cl + 2 HCl
(CH3CH2-O-)2P(=S)-Cl + Na+[−O-C6H4-NO2] → (CH3CH2-O-)2P(=S)-O-C6H4-NO2 + NaCl
PSCl3 reaguje s terciárními amidy, přičemž se vytváří thioamidy.:
C6H5-C(=O)-N(-CH3)2 + PSCl3 → C6H5-C(=S)-N(-CH3)2 + POCl3
S methylmagnesiumjodidem vytváří tetramethyldifosfindisulfid, (H3C-)2P(=S)-P(=S)(-CH3)2.